# Scania 9-liter
En Scaniamotor med fem cylindrar och motoreffekt mellan 230 och 320 hästkrafter som uppfyller Euro 3-Euro 6-normerna.